# Павел Урисон
Павел Самуилович Урисон (на руски: Па́вел Самуи́лович Урысо́н; 3 февруари 1898 – 17 август 1924) е съветски математик, който е най-известен с приноса си в теорията на измеренията в топологията. Той и Павел Александров формулират съвременната дефиниция за компактност през 1923 г.

## Биография
Павел Урисон е роден в Одеса през 1898 г. Майка му умира млада и той е отгледан от баща си и сестра си. Семейството се премества в Москва през 1912 г., където Урисон завършва средното си образование.
По това време интересите на Урисон са насочени предимно към физиката, която той започва да изучава в Московския университет. Там посещава лекциите на Николай Лузин и Димитрий Егоров и те възпламеняват страста му към математиката. Между 1919 и 1921 г. Урисон завършва докторска степен по интегрални уравнения под ръководството на Лузин. След това става асистент в Московския университет и Егоров го подтиква да започне работа по топология.
През следващата година Урисон дава топологични дефиниции на крива, повърхност и измерение. Работата му привлича вниманието на много видни европейски математици и така през лятото на 1923 и 1924 г. Урисон и неговият приятел и колега математик, Павел Александров, заминават за Франция, Холандия и Германия, където се срещат с Дейвид Хилберт, Феликс Хаусдорф и Лойцен Брауер. Тримата европейски математици остават впечатлени от работата на Урисон и го канят да ги посети отново следващото лято.
Урисон умира на 26-годишна възраст след злощастен инцидент, когато се удавя, докато плува близо до брега на полуостров Бретан, Франция.